# Арман, Джихат
Джихат Арман (тур. Cihat Arman, 16 июля 1915, Константинополь — 14 мая 1994, Стамбул) — турецкий футболист, вратарь, тренер.

## Биография
Джихат Арман родился 16 июля 1915 года в Константинополе (сейчас Стамбул).

### Игровая карьера
Стал заниматься футболом в 15 лет. Действовал на позиции вратаря. Начал игровую карьеру в «Генчлербирлиги», за который выступал в 1934—1937 годах. Впоследствии играл за «Гюнеш», который закрылся в 1939 году, и Арман перебрался в «Фенербахче», чьи цвета защищал до конца карьеры в 1951 году. В его составе сыграл 308 матчей и заслужил прозвище «Летающий вратарь». В 1944 году выиграл чемпионат Турции, трижды побеждал в Стамбульской футбольной лиге (1944, 1947—1948), выигрывал Кубок Стамбульской лиги (1945).
В 1936 году вошёл в состав сборной Турции по футболу на летних Олимпийских играх в Берлине, поделившей 9-16-е места. Играл на позиции вратаря, провёл 1 матч, пропустил 4 мяча от сборной Норвегии.
В 1948 году вошёл в состав сборной Турции по футболу на летних Олимпийских играх в Лондоне, поделившей 5-8-е места. Играл на позиции вратаря, провёл 2 матча, пропустил 3 мяча от сборной Югославии.
В 1936—1951 годах провёл за сборную Турции 13 матчей, пропустил 26 мячей.

### Тренерская карьера
В 1948 году начал тренерскую карьеру. На клубном уровне работал с «Фенербахче» (1948—1949), «Бейоглу» (1954—1955), «Бешикташем» (1955—1956), «Истанбулспором» (1956—1957, 1960—1961), «Касымпашой» (1957—1960), «Ешильдиреком» (1962—1963), «Эскишехирспором» (1966—1967), «Мерсин Идманюрду» (1967—1968) и «Вефой» (1968—1969).
Четырежды возглавлял сборную Турции, работал с ней в 1949, 1956, 1964 и 1970—1971 годах. В 1949 году в квалификации чемпионата мира турки под его началом выиграли у сборной Сирии (7:0), но отказались от участия в турнире.
Умер 14 мая 1994 года в Стамбуле.

## Достижения

### В качестве игрока
Фенербахче
- Чемпион Турции: 1944.
- Чемпион Стамбульской лиги (3): 1944, 1947, 1948.
- Обладатель Кубка Стамбульской лиги: 1945.